# Шаблинский маяк
Ша́блинский мая́к находится в общине Шабла Добричского района в Болгарии. Сооружение размещено на мысе Шабла приблизительно в 4 км к востоку от города Шабла. Это самый старый и самый высокий маяк на болгарском побережье Чёрного моря. Объект находится в ведении болгарских ВМС.

## История
Сооружение первого маяка на мысе Шабла относят к середине XVIII века. Издавна здесь проходит один из самых важных черноморских путей от устья Дуная к Босфору, мыс Шабла находится примерно в середине пути. Огонь маяка предупреждал мореплавателей об опасном мелководье между мысом и селом Тюленово, за что назывался «Песочный фонарь» или «Песочный маяк» (болг. Пясъчният фенер, пясъчният фар), рядом с маяком есть и двухкилометровый подводный риф.
Некоторые историки полагают, что навигационное сооружение в этом месте было уже во времена римского и византийского правлений, а в эллинистическую эпоху здесь держали «огневую стражу». Имеются свидетельства, что маяк существовал в 1786 году. Запись о существовании маяка на мысе Шабла обнаружена и в итальянской лоции 1844 года.
В 1855 году французский советник Блез-Жан-Мариус Мишель заключил с турецким правительством договор о создании товарищества «Compagnie des Phares de l’Empire Ottoman», которое начало строительство и последующую эксплуатацию маяков на черноморском побережье Болгарии. В числе других маяков был заново отстроен и маяк в Шабле. Строительство завершено в 1856 году, официально маяк введён в эксплуатацию 15 (27) июля 1857 года.
Здание маяка пострадало в конце Крымской войны, но было отремонтировано. В 1901 году землетрясение в Калиакре с магнитудой 7,2 по шкале Рихтера почти полностью разрушило близлежащие строения, но маяк не получил повреждений, однако было решено стянуть башню металлическими обручами.

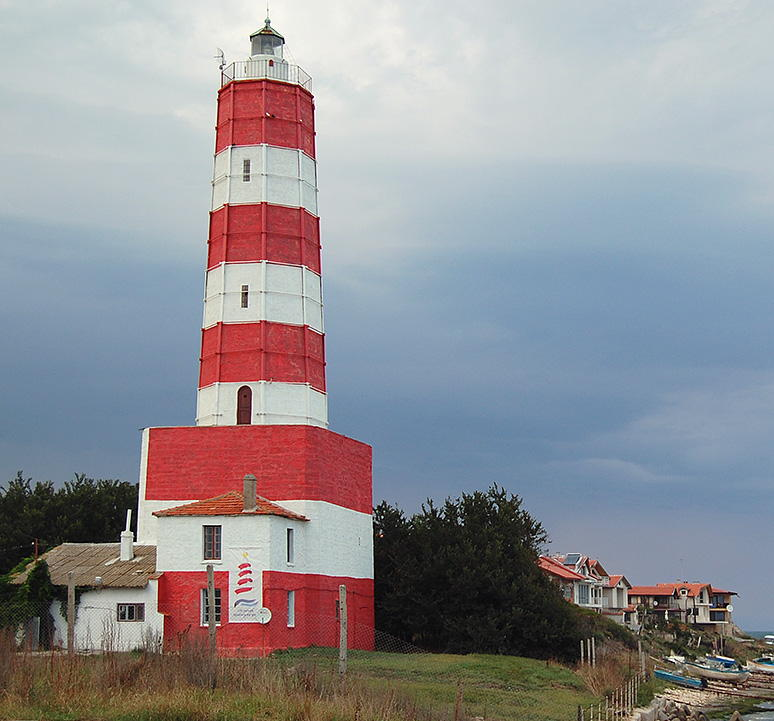
Шаблинский маяк в 2006 году

## Здание маяка
Здание маяка представляет собой уменьшенную копию знаменитого Александрийского маяка. Сооружение, полностью сложенное из камня на строительном растворе, смешанном с измельчённой керамикой, представляет собой восьмиугольную башню с квадратной крестово-купольной основой. Длина стороны основания 8,8 метров, высота 10 метров. Толщина стен 1,2-1,5 метров, а в сечении поддерживающих свод пилястр достигает трёх метров. Высота центрального купола, на котором сооружена башня, достигает 7,8 метров. Стены башни ориентированы по сторонам света, её высота 18 метров, сверху башни расположено фонарное отделение с оптикой. В башне имеется винтовая лестница в 132 ступени, в трёхэтажном основании есть две спальни, кухня и гостиная для обслуживающего персонала. В середине XIX века на башне был установлен громоотвод в форме и полумесяца и звезды с позолоченным удлинённым верхним лучом. В стену здания вмонтирована тугра Абдул-Меджида, султана Османской империи в период строительства здания. В период подчинения Южной Добруджи Румынии (1915—1940) Шаблинский маяк был выкрашен полосами в белый и красный цвет. Такая окраска сохраняется и в наше время, при том, что все остальные маяки в Болгарии белые.
Фокальная высота составляет 36 метров над уровнем моря, высота сооружения 32 метра. Маяк светит белым светом, тремя проблесками каждые 25 секунд. Свет виден на расстоянии 17 морских миль (31 км). Маяк обслуживают пять человек.
Мыс Шабла, где расположен маяк, является самой восточной точкой Болгарии. Маяк построен практически на краю мыса и расстояние от здания до береговой линии уменьшилось с 29 метров в 1948 году до 13 метров в 1996 году. В стене маяка замуровано послание будущим поколениям, которое должно быть открыто в 2056 году, в двухсотлетний юбилей маяка.